# Yesshows
Yesshows – drugi album koncertowy grupy Yes, wydany w 1980.

## Lista utworów
Album zawiera utwory:
1. Parallels – 7:06(1)
2. Time and a Word – 4:05(2)
3. Going for the One – 5:22(3)
4. The Gates of Delirium – 22:40(4)
5. Don’t Kill the Whale – 6:50(2)
6. Ritual (Nous Sommes Du Soleil) (Part 1) – 11:48(4)
7. Ritual (Nous Sommes Du Soleil) (Part 2) – 17:07(4)
8. Wonderous Stories – 3:54(1)

(1) – Koncert w Rotterdamie, 1977

(2) – Koncert w Londynie, 1978

(3) – Koncert we Frankfurcie, 1977

(4) – Koncert w Detroit, 1976

## Skład
Twórcami albumu są:
- Jon Anderson – wokal
- Chris Squire – gitara basowa, wokal
- Steve Howe – gitary, wokal
- Patrick Moraz – instrumenty klawiszowe (utwory 4, 6, 7)
- Rick Wakeman – instrumenty klawiszowe (pozostałe utwory)
- Alan White – perkusja, wokal